# Câblerie
 (novembre 2024).
Si vous disposez d'ouvrages ou d'articles de référence ou si vous connaissez des sites web de qualité traitant du thème abordé ici, merci de compléter l'article en donnant les références utiles à sa vérifiabilité et en les liant à la section « Notes et références ».

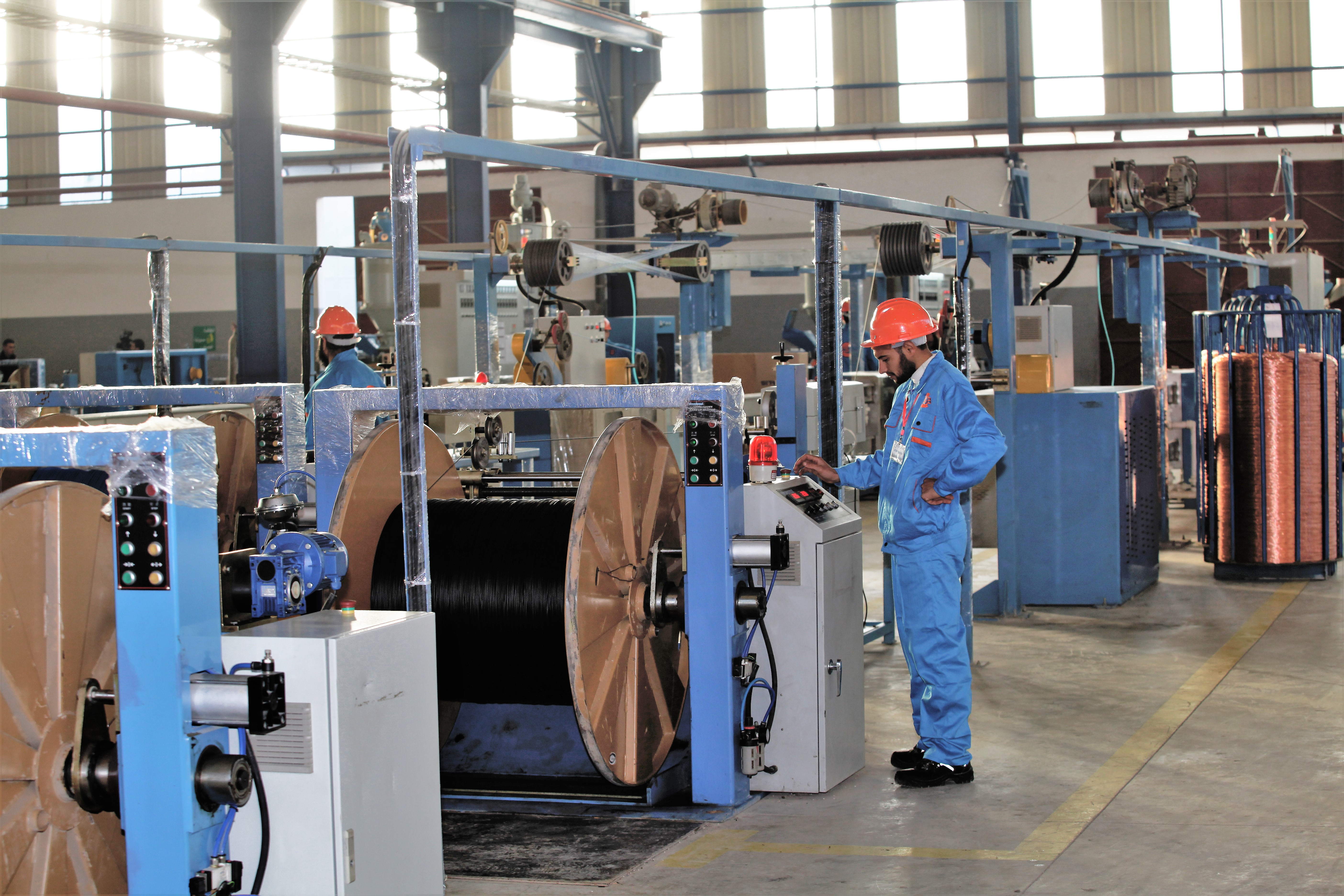
La câblerie algérienne de Sidi Bendehiba.

Une câblerie est une usine qui fabrique des câbles ainsi que la discipline qui s'occupe de ceux-ci.
Les câbles sont fabriqués à destination de deux domaines d'activité :
- la traction mécanique : levage, traction et arrimage : les câbles de traction ;
- le transport d'énergie et la télécommunication : les câbles électriques.